# カスリーヌ
座標: 北緯35度10分 東経8度50分 / 北緯35.167度 東経8.833度
カスリーヌ （Kasserine、アラビア語:القصرين）は、チュニジア西部、カスリーヌ県の都市。2004年時点での人口は76,243人。 

## 概要
農業、特にイネ科のアルファ（Alfa）栽培が経済の中心である。セルロースの製造やアルファの加工を行う工場がチュニジア独立後につくられた。
野生動物が豊富で、狩りが盛んである（イノシシ、ウズラ、ウサギなど）。

## 歴史
ローマ時代に建てられた廟2つ、凱旋門、劇場、東ローマ帝国初期のキリスト教教会などが残る。
カスリーヌを取り巻くジェベル・チャンビ山脈は、第二次世界大戦中のカセリーヌ峠の戦いの戦場となった。